# Ilse-Maria Krause

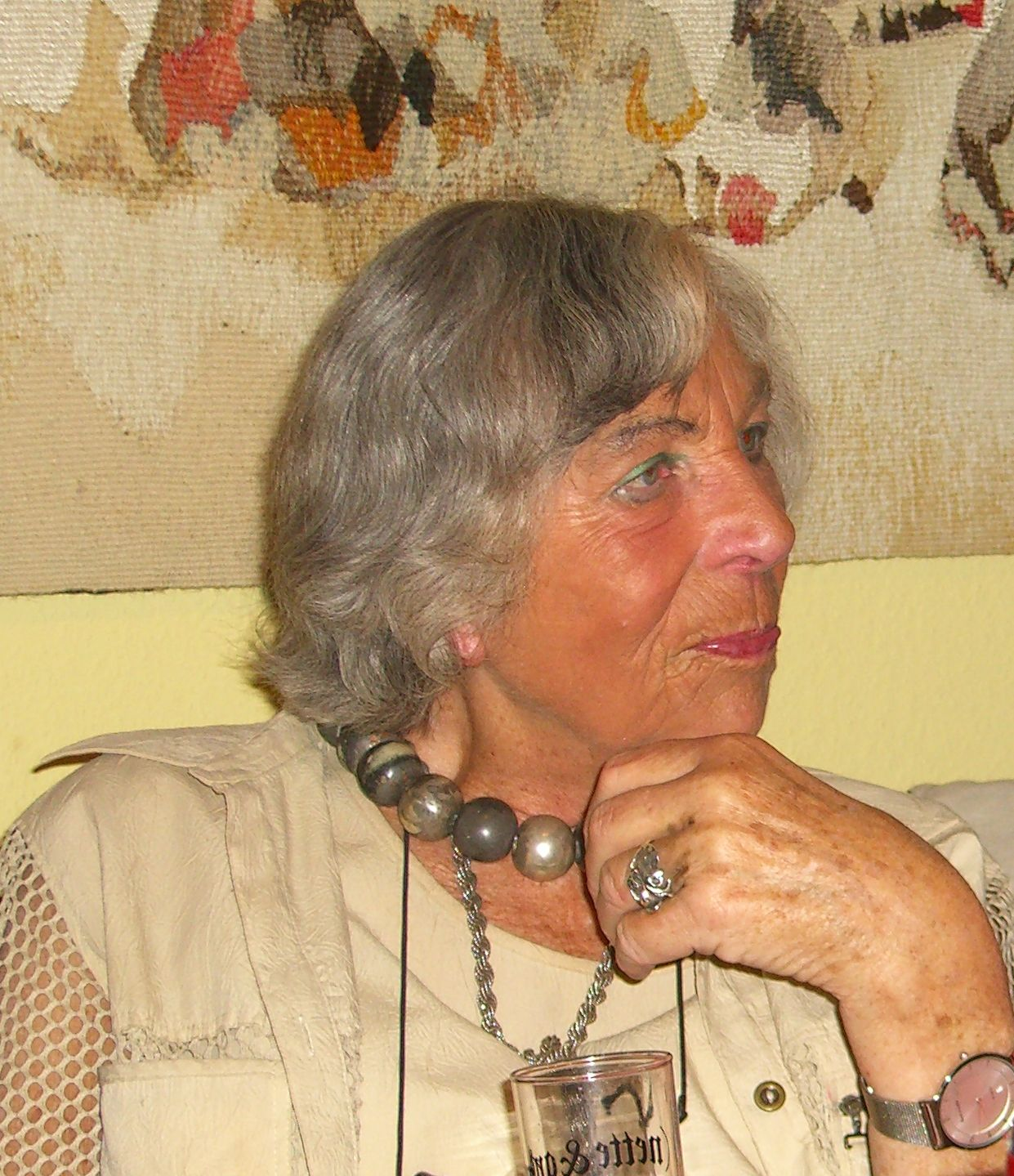
2008 vor ihrem Gobelin „Improvisation“

Ilse-Maria Krause (* 28. April 1926 in Görlitz; † 16. September 2016) war eine deutsche Textilgestalterin.

## Leben und Werk
Ilse-Maria Krause wuchs in einem gutbürgerlichen Handwerksmeisterhaushalt in Görlitz auf und machte 1944 das Abitur. Ihre Tante mütterlicherseits war die Malerin Elisabeth Wolff-Zimmermann, die mit dem Professor an dem Staatlichen Meisteratelier für Bildende Künste in Königsberg Heinrich Wolff verheiratet war. Von 1945 bis 1948 arbeitete sie in einem kunsthandwerklichen Kleinbetrieb, und von 1950 bis 1952 absolvierte sie eine Lehre als Dekorationsmalerin. Von 1952 bis 1954 studierte sie an der heutigen Burg Giebichenstein Kunsthochschule Halle bei Willi Sitte Angewandte Malerei und dann bis 1956 Textilgestaltung bei Irmgard Glauche (1920–2016). Danach hatte sie an dieser Einrichtung bis 1965 einen Lehrauftrag für Hochweberei. Während dieser Zeit webte sie u. a. nach Entwürfen Willi Sittes ab 1957 die ersten Gobelins, so Franz Mehring (1958, 87 × 58 cm; Sammlung der Kunsthochschule; Inv.-Nr. 40-WE-IV-108), Ikarus (1958, 190 × 153 cm; Sammlung der Kunsthochschule; Inv.-Nr. 40-WE-III-16) und 40 Jahre KPD (1958, 305 × 430 cm). In der Folgezeit leistete sie Pionierarbeit beim Aufbau der 1960 gegründeten Hochweberei-Werkstatt der Hochschule im damaligen VEB HAWEBA Hallesche Werkstätten für Webereierzeugnisse, dann umbenannt in Staatliche Textilmanufaktur Halle. Von 1966 bis 1974 war sie Meisterin in der Hochweberei, dann bis 1979 Abteilungsleiterin und von 1980 bis 1990 Künstlerische Leiterin der Textil- und Gobelinmanufaktur, die bis zur deutschen Wiedervereinigung der Hochschule angeschlossen war und seit 2014 wieder in Teilen unmittelbar der Hochschule eingegliedert wurde. Es war der einzige Manufakturbetrieb in Deutschland, der die ganze Palette alten Textilhandwerks von der Stickerei, Knüpferei und Flachweberei bis hin zur Gobelinweberei (Tapisserie) und Jaquardweberei anbietet.
Unter ihrer Leitung wurden von eigens angelernten Weberinnen unzählige Arbeiten führender Maler der DDR textil umgesetzt, die jeweils die Entwürfe für die Erstellung der Gobelins lieferten. Als Auftragsarbeiten entstanden viele Gobelins für repräsentative Zwecke, u. a. für den Palast der Republik, für Auslandsvertretungen der DDR, für Hotels und Ferienheime. Aber auch ihre eigenen Entwürfe großflächiger Gobelins wurden hier ausgeführt, so z. B. der Gobelin „Immer lebe die Sonne“ für den Pionierpalast „Ernst Thälmann“, in Berlin (1979), ihr Gobelin „750 Jahre Berlin“ für die Volkskammer der DDR (1986), ein Bodenteppich für den Festsaal des Ministerrats der DDR etc.
Zugleich arbeitete Ilse Maria Krause als Mitglied des Verbands bildender Künstler auch freischaffend zu Haus für kleinere Exponate, wie z. B. den drei Gobelins für den Palast der Republik (1976) und diverse Bodenteppiche und Textilschmuck.
Neben ihrer beruflichen Tätigkeit leitete Ilse-Maria Krause von 1956 bis 1986 den von ihr gegründeten Kindermalzirkel im VEB Chemische Werke Buna. Allein bis 1980 hatten daran etwa 600 Kinder teilgenommen. Unter ihrer Anleitung schufen die Kinder Bilder, die u. a. als Postkarten vom Verlag Bild und Heimat in Reichenbach und als Illustrationen des Buchs Meinen Glückwunsch bring ich dar. Immerwährender Kalender (Altberliner Verlag Lucie Groszer, Berlin, 1979) publiziert wurden.
Ilse-Maria Krause war von 1969 bis 1990 Mitglied des Verbands Bildender Künstler der DDR.
Ihr Sohn Andreas Krause (* 1949) lebt als Kulturmanager in München und ist im Besitz eines nicht-veröffentlichten Werkverzeichnisses der Künstlerin: Ilse-Maria Krause Textilgestalterin – ein Künstlerleben (74 Seiten).
Das Grab Ilse-Maria Krauses befindet sich auf dem St. Laurentius-Friedhof in Halle.

## Ehrungen
- Orden Banner der Arbeit
- Medaille für Verdienste im künstlerischen Volksschaffen der Deutschen Demokratischen Republik

## Werke

### Bildteppiche und andere textile Arbeiten (Auswahl)
- Gobelin "Der Esel der auf Rosen geht", (1969, 1,40 x 1,60m, Auftraggeber Rat der Stadt Halle, Verbleib unbekannt)
- Frühsommer mit Blüten und Blättern (um 1975, 1,58 × 0,83; vormals im Spreerestaurant des Palastes der Republik)[4][5][5]
- Spätsommer mit Blumen und Blättern (um 1975, 1,56 × 0,80; vormals im Spreerestaurant des Palastes der Republik)[4][5]
- Hochsommer mit Schmetterlingen (um 1975, 1,55 × 0,98; vormals im Spreerestaurant des Palastes der Republik)[4][5]
- Rondell (Rya-Bodenteppich, Wolle, Ø 200 cm)
- Orchidee (Rya-Wandteppich, Wolle, Ø 110 cm)
- Harmonie (Rya-Bodenteppich, Wolle, Ø 210 × 200 cm)
- Immer lebe die Sonne (1979, 5,00 × 3,00 m für den Pionierpalast „Ernst Thälmann“ in Berlin, Verbleib unbekannt)
- Farne (1982; Sammlung der Kunsthochschule)[6] Abb. Deckblatt des Katalogs „Textile Kunst..“, Künstlerhaus Wien 1984
- Bodenteppich (1982, 6,00 × 9,00 m, Auftraggeber Ministerrat der DDR, für Festsaal des Ministerrats und später im Büro des Ministerpräsidenten; seit 2014 im Stadtmuseum Halle an der Saale)[7]
- Berlin – Hauptstadt der DDR (1986; auf der VIII. Kunstausstellung der DDR; für einen Beratungsraum der Volkskammer im Palast der Republik)
- Gobelin „Improvisation“ (1977, Eigenausführung IMK, 1,22 × 2,43 m, im Besitz des Sohnes, München) Kunstausstellung der DDR Dresden 1978 Ausstellung Göttingen Städt. Museum 1983, Abbildung im Ausstellungskatalog S. 39 Ausstellung „Der Bildteppich in Mitteldeutschland“ – Dom zu Halberstadt Okt. 2016Gobelin „Improvisation“ (1977)

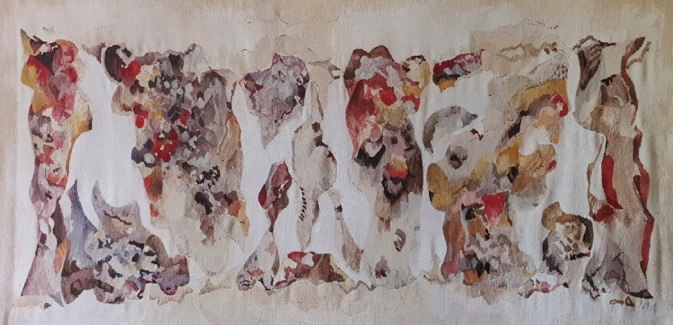
Gobelin „Improvisation“ (1977)

### Publizierter Essay Ilse-Maria Krauses
- VEB Textilmanufaktur Halle. In: Bildende Kunst, Berlin, 1981, S. 181–185

## Teilnahme an Ausstellungen (unvollständig)
- 1977/1978, 1982/1983 und 1987/1988: Dresden, VIII. bis X. Kunstausstellung der DDR
- 1979: Halle, Bezirkskunstausstellung
- 1983 Göttingen Städtisches Museum (Ausstellung der Textilmanufaktur Halle)
- 1984 Künstlerhaus Wien (Ausstellung der Textilmanufaktur Halle)
- 1987 Paris Kulturzentrum der DDR (Ausstellung der Textilmanufaktur Halle)
- 1990 Krefeld / Deutsches Textilmuseum (Ausstellung der Textilmanufaktur Halle)
- Postum 2016/2017: Halle an der Saale, Kunstmuseum Moritzburg Halle und Dom zu Halberstadt („Der Bildteppich in Mitteldeutschland-Gewebte Träume“)